# Катастрофа Boeing 747 под Нью-Йорком
Катастрофа Boeing 747 под Нью-Йорком — крупная авиационная катастрофа, произошедшая в среду 17 июля 1996 года. Авиалайнер Boeing 747-131 авиакомпании Trans World Airlines (TWA) выполнял плановый межконтинентальный рейс TWA800 по маршруту Нью-Йорк—Париж—Рим, но через 12 минут после взлёта взорвался и рухнул в Атлантический океан в 13 километрах от Ист-Моричес (штат Нью-Йорк, США). Погибли все находившиеся на его борту 230 человек — 212 пассажиров и 18 членов экипажа.
Перед тем, как следователи NTSB начали расследование причин катастрофы, было сделано много предположений, что взрыв является терактом; в связи с этим ФБР начало параллельное расследование. 18 ноября 1997 года ФБР объявило, что никаких доказательств теракта не найдено, и NTSB продолжил расследование самостоятельно.

## Сведения о рейсе 800

### Самолёт
Boeing 747-131 (регистрационный номер N93119, заводской 20083, серийный 153) был выпущен в 1971 году (первый полёт совершил 18 августа). Первоначальным заказчиком была авиакомпания Eastern Air Lines (он был уже зарегистрирован в ней под б/н N7404Q), однако вскоре она отказалась от 747-х, и 27 октября 1971 года лайнер поступил в авиакомпанию Trans World Airlines (TWA), в которой получил бортовой номер N93119. С 15 декабря 1975 года по 16 декабря 1976 года эксплуатировался компанией-производителем «Boeing» (за это время она пыталась сдать его в лизинг ВВС Ирана (борт 5-288), но те от него отказались), после чего вернулся в TWA. Оснащён четырьмя двухконтурными турбовентиляторными двигателями Pratt & Whitney JT9D-7AH. На день катастрофы 24-летний авиалайнер совершил 16 869 циклов «взлёт-посадка» и налетал 93 303 часа.

### Экипаж и пассажиры
Самолётом управлял очень опытный экипаж, его состав был таким:
- Командир воздушного судна (КВС) — 58-летний Ральф Г. Кеворкян (англ. Ralph G. Kevorkian). Пилот-ветеран, проработал в авиакомпании TWA 31 год и 2 месяца (с 20 мая 1965 года). Управлял самолётами Convair 880, Boeing 707 и Lockheed L-1011 TriStar. В должности командира Boeing 747 — с 19 февраля 1990 года. Налетал свыше 18 800 часов, свыше 5490 из них на Boeing 747.
- Второй пилот — 57-летний Стивен Е. Снайдер (англ. Steven E. Snyder). Пилот-ветеран, проработал в авиакомпании TWA 32 года и 3 месяца (с 13 апреля 1964 года). Управлял самолётами Convair 880 (в качестве второго пилота), Boeing 707, Boeing 727 и Lockheed L-1011 TriStar. В должности командира Boeing 747 — с 3 мая 1993 года. Налетал свыше 17 000 часов, свыше 4700 из них на Boeing 747[* 1].
- Бортинженер — 62-летний Ричард Г. Кэмпбелл-младший (англ. Richard G. Campbell, Jr.). Проработал в авиакомпании TWA 30 лет и 5 месяцев (с 26 февраля 1966 года). Управлял самолётами серии Lockheed Constellation (L-749 и L-1049G). В должности бортинженера Boeing 747 — с 19 ноября 1986 года. Налетал 3047 часов, 2397 из них на Boeing 747.
- Бортинженер-стажёр — 24-летний Оливер Крик (англ. Oliver Krick). Проработал в авиакомпании TWA 26 дней (с 22 июня 1996 года). Налетал 2520 часов, 30 из них на Boeing 747.

В салоне самолёта работали 13 бортпроводников:
- Дженет Кристофер (англ. Janet Christopher), 48 лет — старший бортпроводник.
- Констанс Шарбонье (англ. Constance Charbonnier), 49 лет.
- Дэн Дж. Каллас (англ. Dan J. Callas), 22 года.
- Дебра К. ДиЛуссио (итал. Debra C. DiLuccio), 47 лет.
- Арлен Е. Джонсен (англ. Arlene E. Johnsen), 60 лет.
- Рэймонд Ланг (англ. Raymond Lang), 51 год.
- Морин Локхарт (англ. Maureen Lockhart), 49 лет.
- Сандра Мид (англ. Sandra Meade), 42 года.
- Грейс Мелотин (англ. Grace Melotin), 48 лет.
- Мэрит Роадс (англ. Marit Rhoads), 48 лет.
- Майкл Шульдт (англ. Michael Schuldt), 51 год.
- Мелинда Торхе (англ. Melinda Torche), 47 лет.
- Джилл Земкевич (англ. Jill Ziemkiewiicz), 24 года.

Также в составе экипажа был 66-летний флайт-менеджер Жак Шарбонье (англ. Jacque Charbonnier).
| Гражданство | Пассажиры | Экипаж | Всего |
| ----------- | --------- | ------ | ----- |
| США         | 152       | 17     | 170   |
| Франция     | 40        | 0      | 40    |
| Италия      | 7         | 1      | 8     |
| Португалия  | 5         | 0      | 5     |
| Норвегия    | 2         | 0      | 2     |
| Германия    | 1         | 0      | 1     |
| Израиль     | 1         | 0      | 1     |
| Испания     | 1         | 0      | 1     |
| Кот-д’Ивуар | 1         | 0      | 1     |
| Швеция      | 1         | 0      | 1     |
| Всего       | 212       | 18     | 230   |

Среди пассажиров на борту самолёта находились:
- Мишель Брейстрофф[англ.], французский хоккеист.
- Марсель Дади, фингерстайл-гитарист.
- Джед Джонсон[англ.], художник и друг Энди Уорхола.
- Памела Личнер, американский общественный деятель.
- Рико Пульманн[англ.], немецкий фотограф.
- Дэвид Хоган[англ.], композитор.

Среди пассажиров мог оказаться итальянский футболист Кристиан Пануччи, но его багаж из Атланты был утерян, и он не попал на рейс.
Всего на борту самолёта находились 230 человек — 18 членов экипажа и 212 пассажиров.

## Хронология событий
17 июля 1996 года Boeing 747-131 борт N93119 вылетел из Афин (Греция) рейсом TWA881 в 05:37 и в 16:31 прибыл в Нью-Йоркский аэропорт имени Джона Кеннеди. По прибытии в аэропорт самолёт был дозаправлен и сменился лётный и кабинный экипаж.
Рейс TWA800 должен был вылететь в 19:00, но был задержан; причинами задержки стали неполадка в наземном оборудовании и подозрение в неправильной загрузке багажа (багаж был загружен в самолёт, а его владельца на борту самолёта не было). В 20:02, после устранения неполадки и подтверждения, что владелец багажа на борту, лайнер начал движение к началу ВПП № 22R.

Схема полёта рейса 800

Рейс TWA800 вылетел из Нью-Йорка в 20:19, взлёт прошёл в штатном режиме. Вскоре рейс 800 получил серию указаний о наборе высоты и изменении курса по мере того, как он набирал крейсерскую высоту FL150 (4572 метра). Последний сеанс связи с самолётом произошёл в 20:30, когда экипаж получил и подтвердил указание от Бостонского центра УВД о наборе эшелона FL150. Рейс TWA800 был в процессе набора высоты в тот момент, когда в 20:31:12 оба бортовых самописца прекратили запись. В это же самое время лайнер в последний раз был зафиксирован радаром Федеральной администрации по авиации в Тревосе (Пенсильвания).

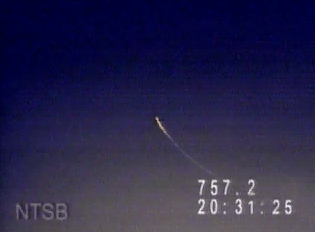
Падающий рейс 800 (тогда многие очевидцы решили, что самолёт был взорван)

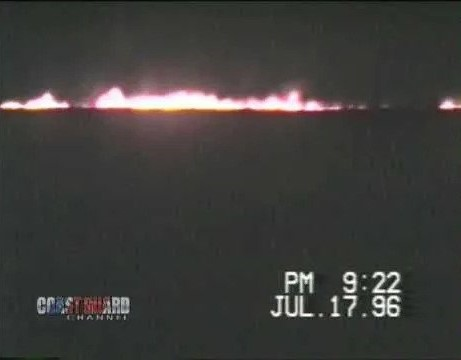
Место катастрофы рейса 800

В 20:31:50 КВС авиалайнера Boeing 737-2H5 авиакомпании Eastwind Airlines (рейс SGR507) Дэвид Макклейн (англ. David McClaine) первым доложил Бостонскому центру УВД, что он видел здесь взрыв, впереди нас… около 16 000 футов или что-то около того, он просто упал вниз в воду (англ. we just saw an explosion up ahead of us here… about 16,000 feet or something like that, it just went down into the water). В это же время многие диспетчерские пункты в Нью-Йорке и на Лонг-Айленде получили сообщения о взрыве от других пилотов в этом районе. Другие свидетели, находившиеся на земле или в океане, позже подтвердили, что они видели и/или слышали взрывы, сопровождаемые облаком пламени над океаном, а также наблюдали горящие обломки, которые падали в воду. Примерно треть свидетелей показали, что они видели светящуюся полосу, движущуюся вверх в небо к точке, где появился огненный шар.
Отдельные лица на гражданских, военных и полицейских судах добрались до места катастрофы и начали поиск людей спустя минуты после падения самолёта в воду. Выживших не было найдено.
Члены семей жертв рейса 800, эксперты, представители прессы и сотрудники авиакомпании Trans World Airlines (TWA) собрались в отеле «Ramada Inn» и в аэропорту имени Джона Кеннеди.

## Расследование
Расследование причин катастрофы рейса TWA800 проводил Национальный совет по безопасности на транспорте (NTSB).

### Подъём и раскладка обломков

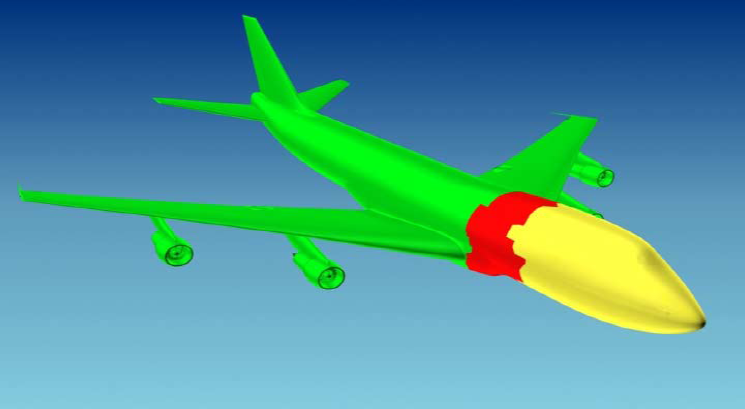
Зоны обломков рейса 800

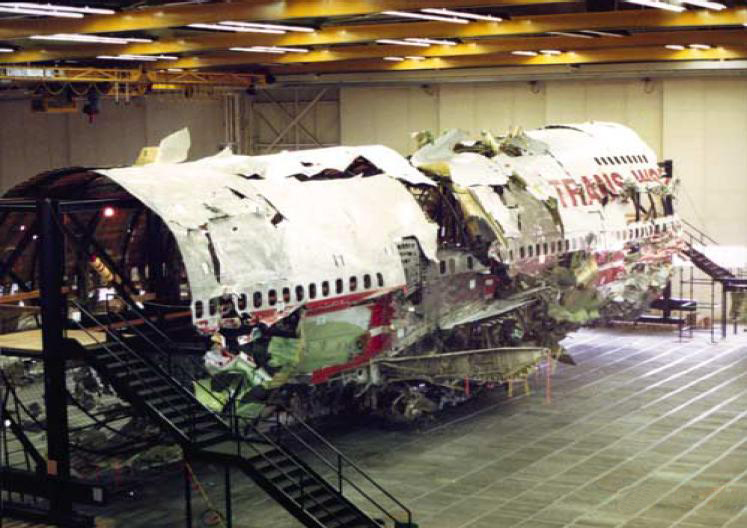
Раскладка обломков рейса 800

Поисковая операция и раскладка обломков рейса 800 были проведены федеральными агентствами, агентствами штата и местными агентствами, а также их подрядными организациями. Приоритетным направлением был поиск погибших и их опознание; затем — поиск обломков. Телеуправляемые аппараты, гидролокаторы и лазерные сканеры были использованы для поиска и исследования обломков под водой. Тела жертв авиакатастрофы и обломки самолёта были подняты аквалангистами и телеуправляемыми аппаратами, позже были использованы траулеры для поднятия обломков, застрявших в дне океана. Многим аквалангистам потребовалась помощь из-за кессонной болезни.
По мере обнаружения и исследования найденных фрагментов было выделено три основные зоны разброса обломков: жёлтая зона, красная зона и зелёная зона, которые содержали обломки из носовой, центральной и хвостовой частей самолёта соответственно. Красная зона была наиболее обширной и главным образом содержала обломки фюзеляжа.

### Данные бортовых самописцев
На речевом самописце не было обнаружено ничего необычного до 20:29:15 EDT, когда КВС сказал бортинженеру-стажёру:

Посмотри на тот бешеный индикатор расхода топлива на номере 4…, видишь это?
Оригинальный текст (англ.)Look at that crazy fuel flow indicator there on number four…, see that?

В 20:30:15 самописец зафиксировал указание Бостонского центра УВД рейсу 800 о наборе и поддержании эшелона FL150, сопровождаемое приказом командира Кеворкяна Набор высоты и подтверждением указания. В 20:30:35 бортинженер сказал, что необходимая мощность установлена. В 20:30:42 самописец записал звук механического движения в кабине самолёта, в 20:31:03 — неразборчивое слово и в 20:31:05 — звук, похожий на «разрушение записывающей ленты» (англ. recording tape damage noise). Запись неожиданно закончилась в 20:31:12. Спектральный анализ звукозаписи выявил два необычных звука в последнюю секунду записи на канале командирского микрофона, где за 0,73 и 0,68 секунды до конца плёнки был записан короткий звук частотой 400 Гц (электрическая сеть самолёта работает на частоте 400 Гц). В это же время другие электрические фоновые шумы, присутствовавшие ранее на этом канале, прекратились. Остальные каналы речевого самописца были записаны без необычных звуков. Последней записью на всех каналах речевого самописца был очень короткий и громкий звук за 0,117 с до конца плёнки. Запись прекратилась в 20:31:12 из-за отсутствия электричества (в то же самое время, когда радар в Тревосе в последний раз зафиксировал самолёт).
Громкий звук в конце записи самописца рейса 800 был сравнён с похожими шумами на записях речевых самописцев других лайнеров Boeing 747 (рейсы PA103 и AI182), которые были разрушены в результате срабатывания бомбы в переднем грузовом отсеке.
Расшифрованные данные параметрического самописца, характерные для нормального полёта самолёта с набором высоты, также были неожиданно прерваны из-за прекращения подачи электрического напряжения.

### Свидетели

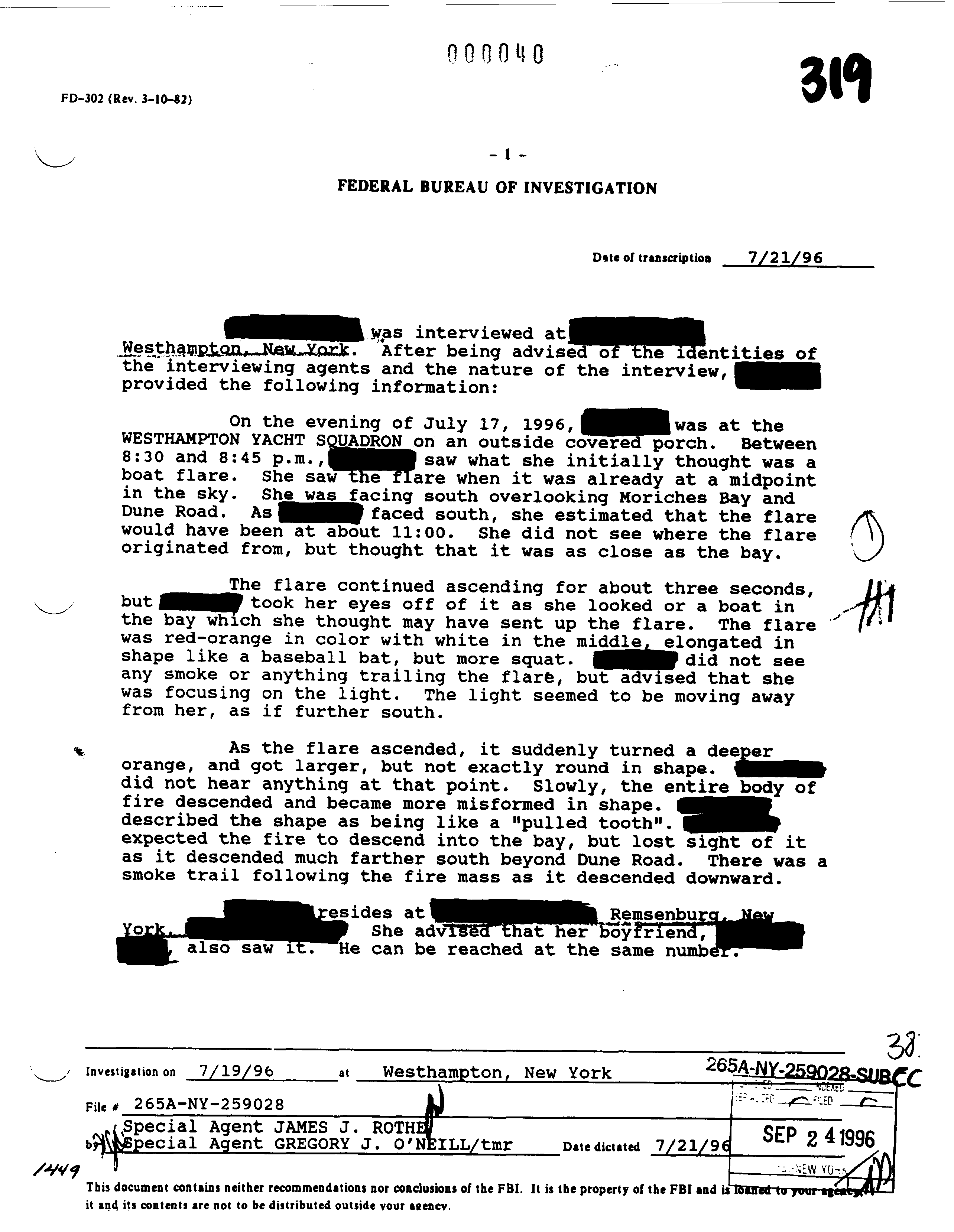
Отчёт ФБР на основе показаний свидетеля (имя и адрес допрашиваемого затемнены в целях сохранения его конфиденциальности)

Допрос свидетелей катастрофы рейса TWA800 был проведён ФБР; NTSB было указано не допрашивать или не проводить повторных допросов во избежание сложностей с прокурорским надзором. Допросы не были записаны в аудиоформате; вместо этого агенты ФБР, которые проводили допросы, делали письменный отчёт с кратким изложением беседы. Свидетели не могли просмотреть и исправить такие отчёты.

### Последовательность событий
Тщательный анализ раскладки обломков, найденных повреждений, следов сажи и возгорания — всё это внесло вклад в понимание последовательности событий во время катастрофы рейса 800.
В начале катастрофы не было пожара, он возник в результате разрушения конструкции фюзеляжа самолёта и центрального топливного бака. Взрыв произошёл в днище самолёта между кабиной экипажа и крыльями, где образовалась огромная дыра. Через 4 секунды многочисленные трещины в фюзеляже соединились, и носовая часть лайнера вместе с кабиной пилотов оторвалась. Носовая часть полетела вниз и рухнула в воду, а обрубленный горящий авиалайнер резко набрал высоту, затем потерял скорость, опрокинулся и следом рухнул в воду.

### Окончательный отчёт расследования
Окончательный отчёт расследования NTSB был опубликован 23 августа 2000 года.
Согласно отчёту, причиной катастрофы стал:

взрыв центропланного топливного бака (расположенного между консолями крыла) в результате воспламенения горючей смеси топлива и воздуха в баке. Причиной воспламенения, наиболее вероятно, явилось замыкание проводов вне топливного бака, в результате которого на провода, ведущие к системе измерения уровня топлива внутри бака, было подано нештатное высокое напряжение.
Оригинальный текст (англ.)an explosion of the center wing fuel tank (CWT), resulting from ignition of the flammable fuel/air mixture in the tank. The source of ignition energy for the explosion could not be determined with certainty, but, of the sources evaluated by the investigation, the most likely was a short circuit outside of the CWT that allowed excessive voltage to enter it through electrical wiring associated with the fuel quantity indication system.

Однако в альтернативных версиях предполагалось, что самолёт мог быть сбит ракетой ВМС США или подорван террористом-смертником (срабатывание бомбы на борту). Во время расследования эксперты NTSB принимали во внимание вероятность того, что к катастрофе могли привести взрыв бомбы или попадание ракеты, но:

никаких признаков разрушения, характерных для взрыва бомбы или ракеты (такие как заметные точечные отверстия и вмятины или оплавление в результате действия горячего газа), не было обнаружено ни на одном найденном обломке самолёта.
Оригинальный текст (англ.)none of the damage characteristics typically associated with a high-energy explosion of a bomb or missile warhead (such as severe pitting, cratering, petalling, or hot gas washing) were found on any portion of the recovered airplane structure.

## Культурные аспекты
- Катастрофа рейса 800 Trans World Airlines показана в двух документальных сериалах телеканала «National Geographic Channel» — Секунды до катастрофы (серия Рейс TWA-800) и Расследования авиакатастроф (серия Взрывоопасное доказательство).
- Также она показана в американском документальном телесериале от «MSNBC» Почему разбиваются самолёты[англ.] (англ. Why Planes Crash) в серии Смертоносные дефекты (англ. Fatal Flaws).
- На основании этой авиакатастрофы был снят фильм «Пункт назначения»; также в нём были показаны съёмки телеканала «CNN» с места катастрофы.
- Катастрофа фигурирует в романе Януша Вишневского «Одиночество в Сети».
- Катастрофа упоминается в романе Сергея Анисимова «Абрамсы в Химках-2. Позади Москва».
- Также она упоминается в книге И. А. Муромова «100 великих авиакатастроф» в главе Самолёт «Боинг-747» взорвался над Атлантикой[26].
- Расследованию этой катастрофы также посвящён роман Нелсона Демилля «Наступление ночи» (2004 год).
- Катастрофа упоминается в романе Томаса Пинчона «Край навылет» (2013 год).

### Комментарии
1. ↑  Фактически он был командиром рейса TWA800, но он сидел в кресле второго пилота
2. ↑  Здесь и далее указано Североамериканское восточное время — EDT
3. ↑  Рейс выполнял борт N221US, который за 1 месяц и 8 дней до катастрофы рейса TWA800 потерял управление около Сэндстона, но пилотам удалось его посадить